# 시구 (판즈화시)

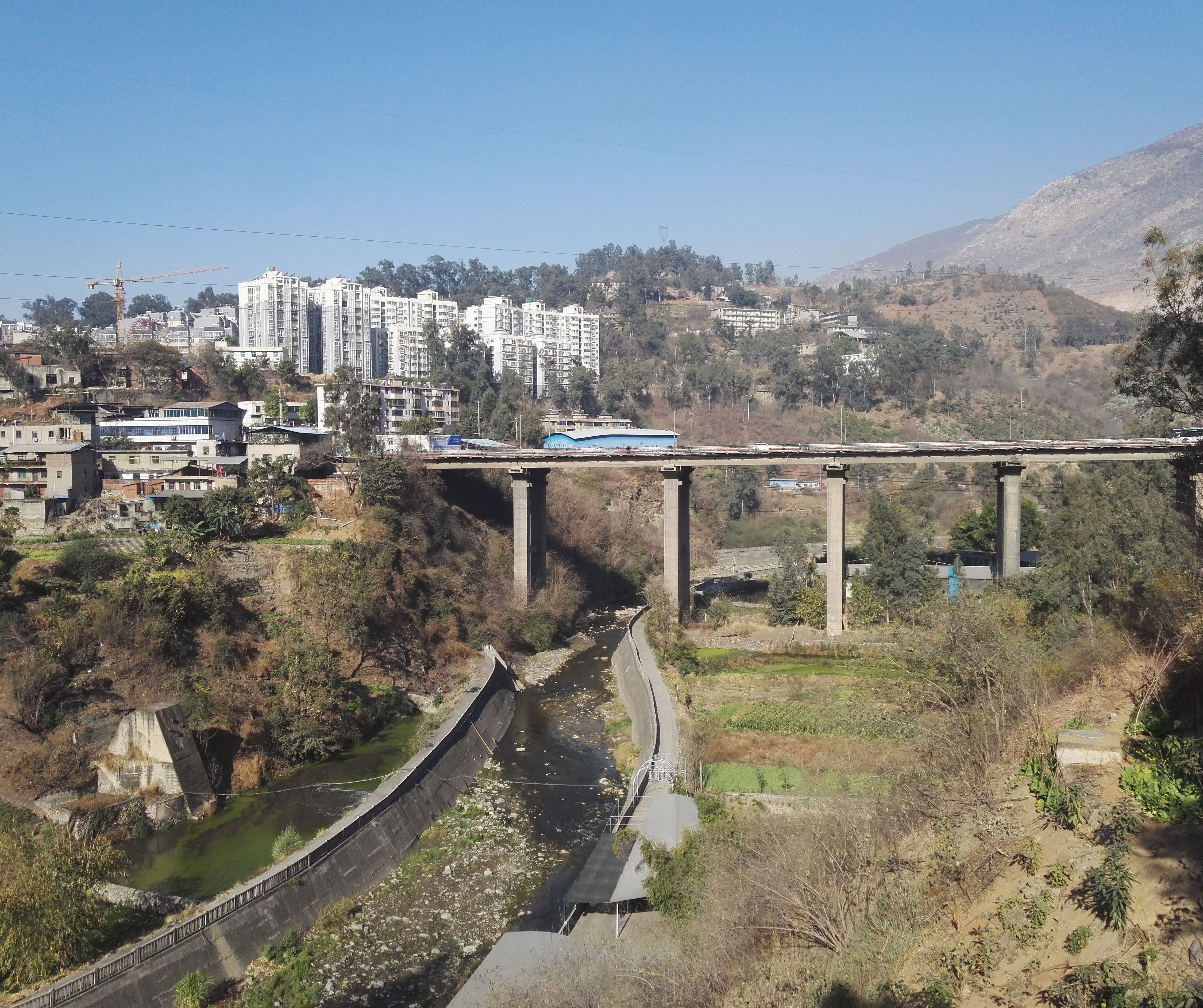

시구(한국어: 서구, 중국어: 西区, 병음: Xī Qū)는 중화인민공화국 쓰촨성 판즈화 시의 현급 행정구역이다. 넓이는 124km2이고, 인구는 2007년 기준으로 160,000명이다.

## 기후
연평균 기온은 20.3°C이고 연평균 강수량은 765.8mm이다.

## 행정 구역
6개 가도, 1개 진을 관할한다.
- 가도: 清香坪街道, 玉泉街道, 河门口街道, 陶家渡街道, 摩梭河街道, 大宝鼎街道.
- 진: 格里坪镇.